# Odontoautolytus annulatus
Odontoautolytus annulatus är en ringmaskart som beskrevs av Hartmann-Schröder 1979. Odontoautolytus annulatus ingår i släktet Odontoautolytus och familjen Syllidae. Inga underarter finns listade i Catalogue of Life.